# سفارت رومانی در اتاوا
سفارت رومانی در اتاوا (به انگلیسی: Embassy of Romania) یک سفارت در کانادا است که در اتاوا واقع شده‌است.